# Église Sainte-Madeleine de Brissay-Choigny
Pour les articles homonymes, voir Église Sainte-Madeleine.
L'église Sainte-Madeleine de Brissay-Choigny est une église située à Brissay-Choigny, en France.

## Localisation
L'église est située sur la commune de Brissay-Choigny, dans le département de l'Aisne et le Diocèse de Soissons.
Elle fait partie de la paroisse Saint Quentin des Rives de l’Oise (groupée autour de Moÿ-de-l’Aisne), qui regroupe 13 communes : Alaincourt, Benay, Berthenicourt, Brissay-Choigny, Brissy-Hamégicourt, Cérizy, Essigny-le-Grand, Itancourt, Ly Fontaine, Mézières-sur-Oise, Moÿ-de-l’Aisne, Urvillers et Vendeuil. Le curé de cette paroisse est actuellement (juillet 2018) l'Abbé Prosper Omelokamba.